# Malin Gustafsson
Malin Gustafsson, född 24 januari 1980, är en svensk före detta fotbollsspelare (offensiv mittfältare) och ishockeyspelare.

## Fotbollskarriär
Gustafsson representerade på klubbnivå Sunnanå SK. Hon spelade 12 A-landskamper (1 mål) för Sverige, och var med i Sveriges trupp i  VM 1999.
Gustafsson har beskrivits som "en fysiskt stark spelare som jobbar bra i djupled". Hon tilldelades priset för årets genombrott på Fotbollsgalan 1999.

## Ishockeykarriär
Gustafsson var en del av Sveriges trupp i damernas turnering vid olympiska vinterspelen 1998 i Nagano.